# 芬奇利及戈爾德斯格林 (英國國會選區)

選區在大倫敦的位置

芬奇利和戈爾德斯格林（英語：Finchley and Golders Green），英國國會一自治市選區，包括大倫敦西北部巴尼特區東南部的七個地方選區。
始設於1997年。在2010年大選中保守黨的邁克爾·弗里爾以46.0%選票擊敗工黨的候選人，取得自始創起任當區議員的魯迪·維斯退休留下的議席。